# Jarque de Moncayo
Jarque de Moncayo (anteriormente Jarque) es un municipio y localidad española de la provincia de Zaragoza, en la comunidad autónoma de Aragón. El término municipal, ubicado en la comarca del Aranda, tiene una población de 381 habitantes (INE 2024).

## Toponimia
El término Jarque proviene del árabe شرق ŠARQ que significa «este» u «oriente».

## Geografía
Emplazado a 631 m sobre el nivel del mar, Jarque de Moncayo se encuentra en la denominada sierra de la Virgen —perteneciente al sistema Ibérico—, en el valle del río Aranda. La temperatura media anual es de 12 °C y la precipitación anual, 490 mm.

## Historia
De acuerdo al historiador Jerónimo Zurita, esta población existía ya en 1147 con el nombre de Siarchum. En 1285, Jarque dependía de Guillén de Alcalá, quien acudió a defender la frontera de Tarazona por orden de Pedro III el Grande.
El castillo probablemente se erigió a mediados del siglo XIV y su construcción se atribuye a Lope Fernández de Luna, dado que a fines del siglo XIII la villa de Jarque era uno de los estados incorporados a la familia de los Ferrench de Luna. En 1382 pasó a depender de la familia Urrea —familia infanzona documentada desde el siglo XII— y posteriormente a los condes de Aranda.
En el siglo XIX, durante el trienio liberal, el territorio del antiguo reino de Aragón se dividió en cuatro provincias, Huesca, Zaragoza, Teruel y Calatayud (1822); Jarque quedó englobado en esta última, hasta que dicha división fue revocada en 1823.
A mediados del siglo XIX, el lugar tenía contabilizada una población de 750 habitantes. Aparece descrito en el noveno volumen del Diccionario geográfico-estadístico-histórico de España y sus posesiones de Ultramar de Pascual Madoz de la siguiente manera:

JARQUE: v. con ayunt. de la prov., aud. terr. y dióc. de Zaragoza (14 leg.), c. g. de Aragon, part. jud. de Calatayud (5): sit. en la ribera der. del r. Aranda, al pie de una sierra coronada por un ant. cast., obra de los árabes: la baten con frecuencia los vientos del NE.; su clima es frio, y las enfermedades mas comunes dolores de costado y afecciones de pecho. Tiene 150 casas, que se distribuyen en 4 calles y 2 plazas; casa de ayunt. y cárcel; escuela de niños á la que concurren de 30 á 40, dotada con 3,000 rs.; igl. parr. (la Presentacion de Ntra. Sra.), de segundo ascenso, servida por un cura de provision real ó del ordinario segun el mes de la vacante, un beneficiado; 3 ermitas dedicadas á la Virgen del Rosario, de la Soledad y San Sebastian, en la que hay un sacristan que la cuida, y un cementerio fuera del pueblo hacia el N.: los vec. se surten de 2 fuentes que hay dentro de la v., y otra estramuros, cuyas aguas son frescas y buenas. El term. confina por N. con los de Oseja (part. de Ateca), y Tierga; E. el de Gotor; S. Viver de la Sierra y Aniñon (este del part. de Ateca), y O. Aranda (id.): se estiendé sobre 1 1/2 leg. de N. á S. y 1 1/2 de E. á O. En su radio se encuentran algunos montes poblados de carrascas, chaparros, romeros y otras matas. El terreno participa de secano y huerta, que aunque corta es muy deliciosa por las aguas que la fecundizan procedentes del r. Aranda, que corre hácia el SE. prod.: trigo, centeno, cebada, garbanzos, vino, aceite, judias y demas legumbres: mantiene ganado lanar, y hay caza de liebres, conejos y perdices. Los caminos son de herradura y se dirigen á los pueblos comarcanos: su estado es malo. La correspondencia se recibe de Calatayud por conductor particular 3 veces á la semana. ind.: la agrícola y 3 molinos harineros. pobl.: 158 vec., 750 alm. cap. prod.: 1.441,172 rs. imp.: 95,100. contr.: 26,733.
(Madoz, 1847, p. 596)

Jarque contó en su día con la biblioteca más importante de la comunidad dedicada a temas aragoneses, estando está situada al lado de la iglesia de la Presentación de la Virgen.
La biblioteca, creada por Santiago Marquina, estaba dedicada a temas y autores de Aragón y llegó a contar con más de 10 0000 volúmenes, siendo visitada con frecuencia por investigadores y estudiosos. Actualmente está depositada en la biblioteca José Sinués de Zaragoza.
Hasta 2017 el municipio se llamaba simplemente Jarque. En dicha fecha su nombre fue modificado por el de Jarque de Moncayo.

## Demografía
Jarque de Moncayo cuenta con una población de 381 habitantes (INE 2024).
| Gráfica de evolución demográfica de Jarque entre 1842 y 2021                                                        |
| |
| Población de derecho según los censos de población del INE Población de hecho según los censos de población del INE |

En el fogaje de 1495 —censo ordenado por Fernando el Católico—, Jarque figura con 51 «fuegos» u hogares, lo que equivale a unos 250 habitantes.
Pero a mediados del siglo XIX, el censo de 1857 registra una población de 1352 habitantes para la localidad.
A lo largo de la primera mitad del siglo XX, la población de Jarque se mantuvo siempre por encima de los 1000 habitantes, pero el acusado retroceso que se inició en la década de 1950 se mantiene hasta nuestros días. En 2020 la población de Jarque había caído hasta los 417 habitantes.

## Administración y política
| Período   | Alcalde                    | Partido |  |
| --------- | -------------------------- | ------- |  |
| 1979-1983 | Santiago Marquina Liarte   | Ind.    |  |
| 1983-1987 |                            |         |  |
| 1987-1991 |                            |         |  |
| 1991-1995 |                            |         |  |
| 1995-1999 |                            |         |  |
| 1999-2003 |                            |         |  |
| 2003-2007 |                            |         |  |
| 2007-2011 | Manuel Saldaña Marquina    | PAR     |  |
| 2011-2015 | Miguel Ángel Garcés Zapata | PAR     |  |
| 2015-2019 | Miguel Ángel Garcés Zapata | PAR     |  |
| 2019-2023 | María del Carmen Serrano   | PSOE    |  |

| Partido político    | Partido político                                   | 2003   | 2007   | 2011   | 2015   | 2019   |
| Partido político    | Partido político                                   | Ediles | Ediles | Ediles | Ediles | Ediles |
|                     | Partido Aragonés (PAR)                             | 6      | 6      | 6      | 4      | 3      |
|                     | Partido de los Socialistas de Aragón (PSOE-Aragón) | 1      | 1      | 1      | 3      | 4      |
|                     | Partido Popular de Aragón (PP)                     | —      | —      | —      | —      | —      |
| Total de concejales | Total de concejales                                | 7      | 7      | 7      | 7      | 7      |

## Patrimonio

### Patrimonio religioso
La iglesia de la Presentación de Nuestra Señora, en la parte baja del pueblo, es un templo barroco de una sola nave de tres tramos con presbiterio de planta cuadrada al exterior y semioctogonal al interior. Cada uno de los tramos está cubierto con bóveda de cañón rebajado con pares de lunetos curvos. Los muros exteriores son de ladrillo y mampostería. En el lado de la epístola está la torre, de cuatro cuerpos, el último de ellos de planta octogonal.
En el extremo oriental del casco urbano está la ermita de la Virgen del Rosario, de planta rectangular conformada por cuatro sucesivos tramos. El exterior es de muros de mampostería y ladrillo que aparecen revocados.

### Patrimonio civil

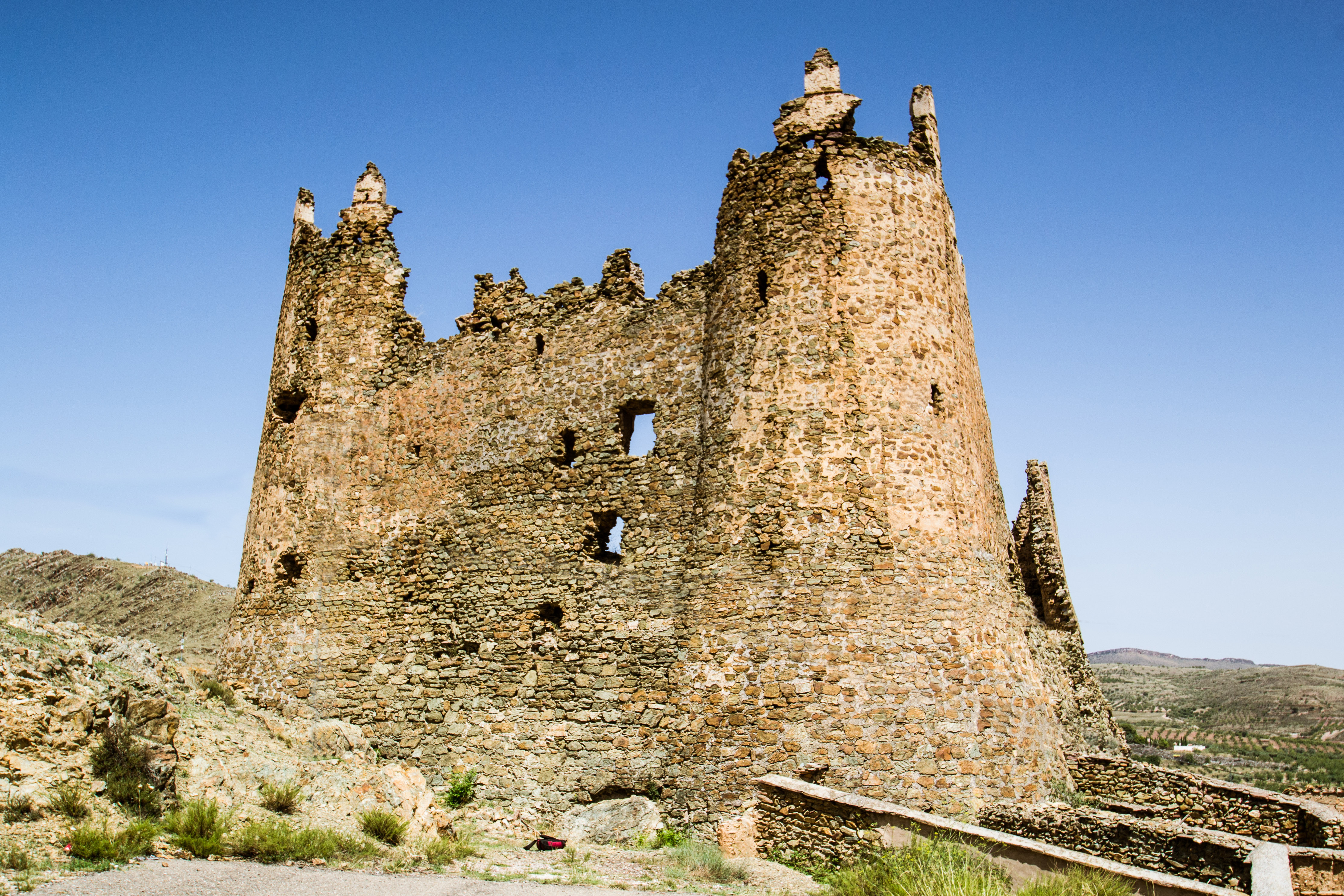
Castillo de Jarque en 2015. Se consolidó y restauró entre 2017 y 2018.

El castillo de Jarque se alza sobre un pequeño espolón rocoso de la ladera del cerro de «La Atalaya», delimitado por el lado oeste por un pequeño barranco donde hay restos de diversas edificaciones que pudieron albergar pajares o bodegas. Para asentar la fortaleza, se creó una base de piedra y argamasa que forma una falsa meseta de más de 700 m² de superficie sobre la cual se asienta el castillo. De planta trapezoidal, toda la obra es de mampostería con la base en sillería formando un ligero talud, si bien las esquinas son también de sillería. En dichas esquinas presenta torreones, de planta cuadrada o ligeramente semicircular, que aún conservan restos de las almenas que recorrían todo el perímetro de la fortaleza, rematadas en punta. En los años 1985-1986, debido al avanzado estado de ruina del castillo y el peligro que suponía el posible desplome de la esquina noroeste, se realizaron una serie de intervenciones de urgencia. Posteriormente, entre 2017 y 2018, el castillo ha sido completamente consolidado y restaurado.

## Fiestas
- El 20 de enero se festeja San Sebastián.
- Jarque de Moncayo también celebra fiestas el 29 de abril, en honor a San Pedro Mártir de Verona, y el primer domingo de agosto, para celebrar Nuestra Señora del Rosario.
- El tercer domingo de septiembre, día que marcaba el final de la trilla, se celebra la sagrada Eucaristía en honor al Copón Robado. La festividad tiene su origen en unos ladrones que se apropiaron de la reliquia y no pudieron llevársela, pues al huir de Jarque se encontraron con que no podían traspasar el término del pueblo.[4]